# Eben Ezer, Palenque
Eben Ezer är en ort i Mexiko.   Den ligger i kommunen Palenque och delstaten Chiapas, i den sydöstra delen av landet, 800 km öster om huvudstaden Mexico City. Eben Ezer ligger 97 meter över havet och antalet invånare är 351.
Terrängen runt Eben Ezer är huvudsakligen kuperad, men åt sydost är den bergig. Eben Ezer ligger nere i en dal. Runt Eben Ezer är det ganska tätbefolkat, med 54 invånare per kvadratkilometer. Närmaste större samhälle är Río Jordán, 7,0 km öster om Eben Ezer. I omgivningarna runt Eben Ezer växer i huvudsak städsegrön lövskog.